# Кордебалет (мюзикл)
Кордебалет (англ. A Chorus Line) — бродвейский мюзикл, созданный в 1975 году композитором Марвином Хэмлишем на слова Эдварда Клебана по книге Джеймса Кирквуда младшего и Николаса Данте.
Мюзикл выиграл 9 премий «Тони», а в 1976 за него Николас Данте получил Пулитцеровскую премию за лучшую драму. Всего на Бродвее было 6 137 представлений.

## Сюжет
В центре сюжета — кастинг в готовящийся мюзикл на Бродвее. В этом серьёзном отборе кандидаты не только демонстрируют свои навыки, но и раскрывают свои личностные особенности, в том числе рассказывают о своей жизни. В конце остаётся только 8 счастливчиков.

## Музыкальные номера
- «I Hope I Get It» — все
- «I Can Do That» — Майк
- «And…» — Бобби, Ричи, Вэл, Джуди
- «At the Ballet» — Шейла, Биби, Мэгги
- «Sing!» — Кристина, Ал, все
- «Montage Part 1: Hello Twelve, Hello Thirteen, Hello Love» — Марк, Конни, все
- «Montage Part 2: Nothing» — Диана
- «Montage Part 3: Mother» — Дон, Джуди, Мэгги, все
- «Montage Part 4: Gimme the Ball» — Грэг, Ричи, все
- «Dance: Ten, Looks: Three» — Вэл
- «The Music and the Mirror» — Кэсси
- «One» — все
- «The Tap Combination» — все
- «What I Did for Love» — Диана, все
- «One (Reprise)/Finale» — все

## Фильм
По мотивам мюзикла, в 1985 году был снят одноимённый фильм режиссёром Ричардом Аттенборро, который получил 3 номинации на премию Оскар.